# امانوئل دی گروشی، مارکوس دی گروشی
امانوئل دی گروشی، مارکوس دی گروشی دوم (انگلیسی: Emmanuel de Grouchy, 2nd marquis de Grouchy)، یکی از فرماندهان و مارشال‌های امپراتوری اول فرانسه و ناپلئون و یکی از مارشال‌های اصلی و بزرگ فرانسه طی جنگ‌های ناپلئونی بود.